# Jebel el Gharbi
Jebel el Gharbi (în arabă جَبَل لُبْنَان) este un munte în centrul Libanului.